# Juan Cassiers
Pour les articles homonymes, voir Cassiers.
 (mai 2022).
Si vous disposez d'ouvrages ou d'articles de référence ou si vous connaissez des sites web de qualité traitant du thème abordé ici, merci de compléter l'article en donnant les références utiles à sa vérifiabilité et en les liant à la section « Notes et références ».
Jean Jules Marie Georges dit Juan baron Cassiers, né le 11 mai 1931 à Middelkerke et mort le 5 mars 2010 à Bruxelles, est un diplomate belge. 

## Biographie
Juan Cassiers est le frère du baron Léon Cassiers et fut l'époux de Daisy Lannoy.

## Postes d'ambassadeur
De 1983 à 1987 il est représentant permanent de la Belgique auprès de l'OTAN, puis de 1988 à 1990 représentant de la Belgique auprès de l'OCDE. De 1991 à 1994 il est ambassadeur de Belgique aux États-Unis, puis de 1994 à 1998 auprès du Saint-Siège

## Distinctions
- Grand officier de l'ordre de Léopold
- Grand officier de l'ordre du Mérite de la République fédérale d'Allemagne
- Il obtint concession de noblesse héréditaire avec le titre personnel de baron en 2004, tout comme son frère Léon Cassiers.